# Frankie Mann
Frankie Mann (3 de julho de 1892 – 23 de junho de 1969), algumas vezes creditada como Frances Mann, foi uma atriz de cinema estadunidense da era silenciosa que atuou em mais de 40 filmes entre 1913 e 1925.

## Biografia

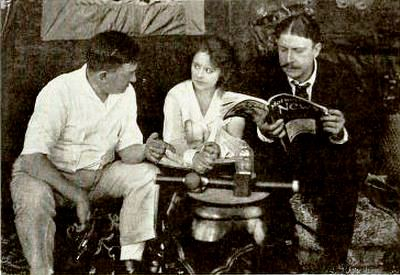
O diretor Perry N. Vekroff e os atores Frankie Mann e Stuart Holmes durante a filmagem do seriado Trailed By Three, em 1920.

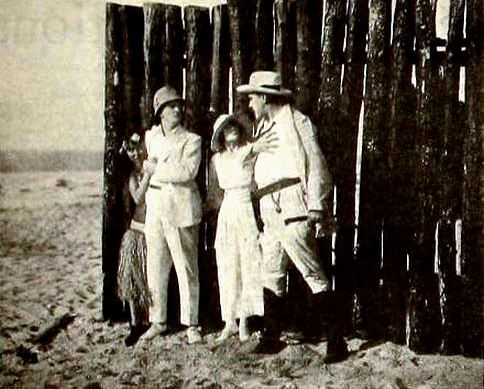
Frankie Mann em cena do seriado Trailed By Three.

Nascida em Mill Hall, Pensilvânia, foi educada no Boston Girls' Latin School, e seu primeiro filme, então creditada como Frances Mann, foi a comédia curta-metragem The Missing Jewels, em 1913, pela Lubin Manufacturing Company, companhia para a qual fez seus primeiros filmes.
A partir de 1915, fez filmes para a Vitagraph Studios, em 1916 trabalhou para a Astra Film Corporation, em 1919 para a Triangle Film Corporation, em 1920 para a Arthur F. Beck Serial Productions e a Atlas Film Company, em 1921 para a Cosmopolitan Productions, em 1922 para a Selznick Pictures, entre outras. Atuou ao lado de atores como Antonio Moreno e Stuart Holmes, e algumas vezes ao lado do marido também ator, Donald Hall.
Entre seus filmes destacam-se The Battle of Shiloh, um drama de guerra com John Ince em 1913; The Wolf, da peça de Eugene Walter, em 1914; os seriados The Road o'Strife (1915), The Shielding Shadow (1916), Trailed By Three (1920) e The Fortieth Door (1924); e em 1922 o filme Shadows of the Sea, para a Selznick Pictures,
Em 1919, atuou ao lado da irmã, também atriz, Alice Mann, em Fruits of Passion, pela McClure Publishing Co.
Frances Mann atuou também em teatro, durante dois anos no Orpheum, na Filadélfia. Atuou nas peças "Up Stairs and down" e "Marry the Poor Girl", entre outras.

## Filmografia parcial
- The Missing Jewels (1913)
- A Slight Mistake (1913)
- The Battle of Shiloh (1913)
- Through Fire to Fortune (1914)
- The Crowning Glory (1914)
- The Wolf (1914)
- The House Next Door (1914)
- His Soul Mate (1915)
- The Road o'Strife (seriado, 1915)
- The Great Ruby (1915)
- Anselo Lee (1915)
- The Evangelist (1916)
- The Shielding Shadow (1916)
- The Sex Lure (1916)[10]
- Fortune's Child (1919)
- Fruits of Passion (1919)
- The Root of Evil (1919)
- Trailed By Three (1920)
- The Passionate Pilgrim (1921)
- Shadows of the Sea (1922)
- Unconquered Woman (1922)
- On Time (1924)
- The Fortieth Door (1924)
- Barriers Burned Away (1925)